# Ulises Saucedo
Ulises Saucedo (1896. március 3. – 1963. november 21.) bolíviai edző és nemzetközi labdarúgó-játékvezető.

## Pályafutása

### Nemzeti játékvezetés
Az I. Liga játékvezetőjeként 1930-ban vonult vissza.

### Nemzetközi játékvezetés
A Bolíviai labdarúgó-szövetség Játékvezető Bizottsága (JB) terjesztette fel nemzetközi játékvezetőnek, a Nemzetközi Labdarúgó-szövetség (FIFA) 1930-tól tartotta nyilván bírói keretében. A FIFA JB központi nyelvei közül a spanyolt beszélte.  Több nemzetek közötti válogatott és klubmérkőzést vezetett, vagy működő társának partbíróként segített. Az aktív nemzetközi játékvezetéstől 1930-ban búcsúzott.

#### Világbajnokság
A világbajnoki döntőkhöz vezető úton Uruguayban rendezték az I., az 1930-as labdarúgó-világbajnokságot, ahol a FIFA JB játékvezetőként alkalmazta.  A FIFA JB a nem működő játékvezetőket a működő bírók mellett partbíróként foglalkoztatta. Megbízható partbírói munkáját elismerve – csapata a csoportmérkőzéseken gyorsan elvérzett – többször foglalkoztatták. Világbajnokságon vezetett mérkőzéseinek száma: 1 + 5 (partjelzés).
Az általa vezetett Argentína–Mexikó mérkőzés hevességét jól mutatja, hogy öt 11-est kellett ítélnie, azonban csak egyből esett gól. A világbajnokságok történetében ez volt az első büntetőből elért találat, amely a mexikói Manuel Rosas nevéhez fűződik.

##### 1930-as labdarúgó-világbajnokság

###### Világbajnoki mérkőzés
| Időpont           | Helyszín                      | Mérkőzés típusa              | Mérkőzés         | Eredmény | Nézők száma |
| ----------------- | ----------------------------- | ---------------------------- | ---------------- | -------- | ----------- |
| 1967. október 28. | Marcel Saupin Stadion, Nantes | csoportmérkőzés (1. csoport) | Argentína–Mexikó | 1 – 1    | 38 000      |

## Sportvezetői pályafutása
A világbajnokság ideje alatt a bolíviai nemzeti válogatott edzője, hasonló pozícióban Constantin Rădulescu a Román labdarúgó-válogatott edzője volt. A bolíviai csapatot a II. csoportba osztották, ahol előbb a Jugoszlávoktól (4:0)-ra, majd a Braziloktól hasonló mértékben szenvedett vereséget és utazhatott haza.

## Kapcsolódó szócikk
- Labdarúgó-játékvezetők listája

## Külső hivatkozások
- 1930-as labdarúgó-világbajnokság. albertohelder.blogspot.hu. (Hozzáférés: 2014. szeptember 17.)
- Ulises Saucedo. World Referee. [2015. április 18-i dátummal az eredetiből archiválva]. (Hozzáférés: 2014. szeptember 17.)
- Ulises Saucedo. footballzz.com. (Hozzáférés: 2014. szeptember 17.)
- Ulises Saucedo. footballdatabase.eu. (Hozzáférés: 2014. szeptember 17.)
- Ulises Saucedo. worldfootball.net. (Hozzáférés: 2014. szeptember 17.)